# Turdus unicolor
Turdus unicolor là một loài chim thuộc họ Hoét.